# Droga wojewódzka nr 506
Droga wojewódzka nr 506 (DW506) – droga wojewódzka o długości 13 km, łączy drogę ekspresową S22 i drogę krajową nr 54 koło wsi Chruściel z drogą wojewódzką nr 509 w Nowicy. 
Droga w całości biegnie na terenie powiatu braniewskiego (gmin: Płoskinia i Wilczęta).

## Miejscowości leżące przy trasie DW506
- Chruściel (DK22, S22, DK54)
- Stare Siedlisko
- Nowica (DW564)